# Anita Delgado
Anita Delgado est une danseuse de flamenco et chanteuse espagnole né à Malaga le 8 février 1890 et morte à Madrid le 7 juillet 1962. Elle devint l'épouse du maharaja de Kapurthala et prit le titre de « princesse de Kapurthala ».

## Biographie

### Période indienne
Durant la cérémonie de mariage du roi Alphonse XIII, le maharadjah Jagatjit Singh la remarque lors de l'une de ces prestations à un café-concert.
C'est le coup de foudre et ils se marient dans la tradition du sikhisme en 1908. Elle vit alors une existence de luxe et de voyages et raconte ses aventures dans un livre, Impressions de mes voyages aux Indes (1915).
Avec le maharadjah elle a un fils Ajit Singh Sahib Bahadur.
Elle partira définitivement de l'Inde en 1925.
En 1926, le maharadjah lui fait construire un hôtel particulier au 10 route du Champ-d'Entraînement (Paris), au nord-ouest du bois de Boulogne.

### Retour en Espagne et fin de vie
Entre-temps sa sœur Victoria Winans Delgado meurt en 1918 lui laissant ses enfants, mais c'est avec sa nièce Victoria Ana María qu'elle serra le plus proche. Anita souffrira aussi des suites d'un avortement.
Elle fréquente ensuite un ancien ami Ginés Rodríguez Fernández de Segura qui restera avec elle jusqu'à sa mort en 1962. Son mari, sa nièce et son fils sont ses héritiers.
Maha Akhtar, une écrivaine, journaliste et petite fille d'Anita Delgado écrira plusieurs livres sur la vie d'Anita Delgado et la sienne.

## Œuvre
- Impressions de mes voyages aux Indes, Sturgis & Walton company, 1915[10].

## Iconographie
Anita fut peinte à plusieurs reprises : une première fois en 1905 par Anselmo Miguel Nieto et aussi une deuxième fois par Federico Beltrán Masses en 1919.

## Galerie

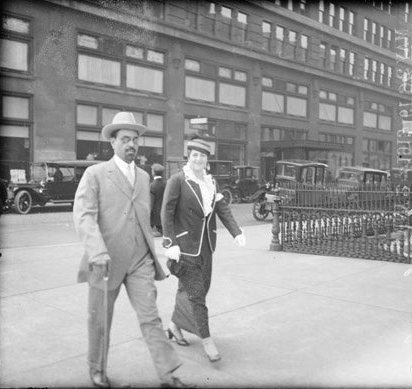
Le maharajah et sa femme Anita Delgado aux États-Unis, en 1915.
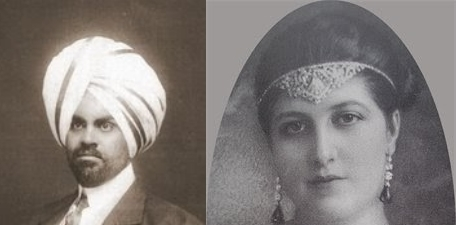
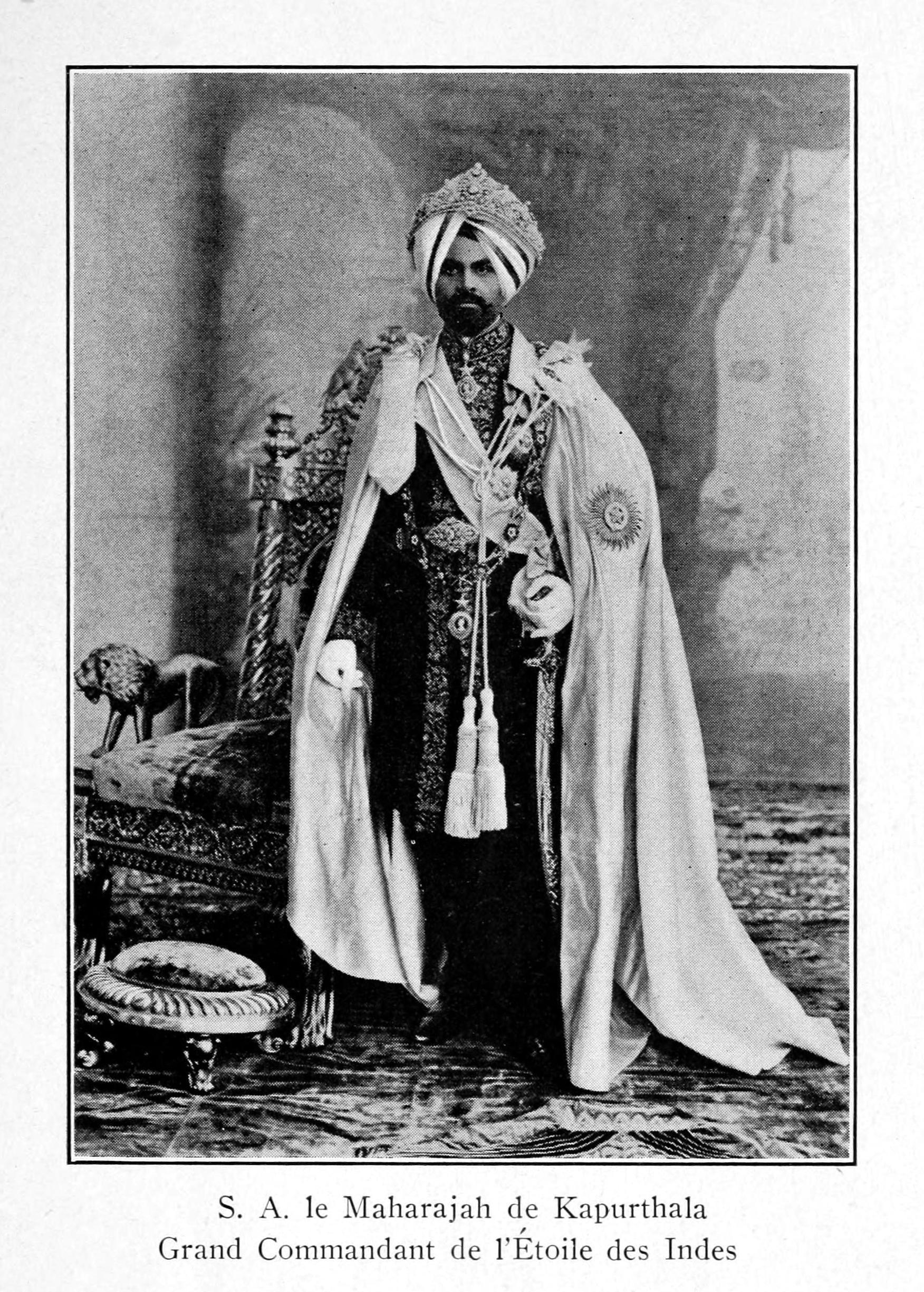
Image issue de Impressions de mes voyages aux Indes.